# Oceans Five
L'Oceans Five è stato un megayacht di lusso battente bandiera di Malta, naufragato nel golfo di Cagliari al largo di Capo Carbonara, nel comune italiano di Villasimius, in Sardegna, nel 2019.

## Caratteristiche
L'Oceans Five è stato un megayacht dalla lunghezza di 30 metri e larghezza di 7,2 metri per una stazza lorda di 150 tsl, con un pescaggio di 1,5 metri. La sua velocità massima registrata era 14,6 nodi, grazie ai 2 motori Diesel Caterpillar Inc. Il bastimento presentava il design esterno progettato da Team for Design - Enrico Gobbi e l'arredo interno da Studio a.s.h. Poteva ospitare fino a 10 ospiti in 5 lussuose cabine e aveva alloggio per i 5 membri dell'equipaggio, compreso il capitano della nave. L'Oceans Five aveva sia lo scafo che la sovrastruttura in vetroresina.

### Esterni
Il ponte principale di poppa venne progettato con un lettino prendisole a sbalzo lungo la poppa, a prua del quale si trovava un divano e sedie mobili che circondavano un tavolo da pranzo ovale. Due scale conducevano alla plancetta del ponte inferiore, studiata per consentire ai passeggeri di prendere il sole e per accedere ai tender o all'acqua. Una scala di sinistra conduceva al flybridge a poppa, mentre i camminamenti laterali oltre il salone principale si connettevano con il ponte di prua, dove un divano che fungeva anche da lettino, circondava un tavolo per bevande su tre lati, creando un luogo informale per la socializzazione dei passeggeri.
Il flybridge era stato progettato con molto spazio prendisole lungo la poppa, sdraio che si curvava per una forma asimmetrica che lasciava che una seduta circolare/tavolino coperto si annidasse nella murata. A dritta il lettino si univa in una grande vasca idromassaggio circolare e a centro barca c'era un ambiente da pranzo all'aperto che faceva uso di sedute che si curvavano lungo il lato di dritta per unire il tavolo ovale allungato e sedie mobili aggiuntive. Un bar era posizionato di fronte per servire comodamente tutti gli ospiti che frequentavano questo spazio, e in avanti i comandi del timone erano a dritta, con una scala per scendere verso l'interno.

### Interni
Gli interni progettati da Studio a.s.h. sfruttavano la luce utilizzando trame metalliche e superfici irregolari, come le scaglie dei pesci. Il parquet bianco era utilizzato per la pavimentazione, e il salone presentava mosaici di perle di Sicis, una scultura a soffitto in ottone laccato e una serie di tappeti con motivo a ricci di mare.
Il layout del ponte inferiore prevedeva l'alloggio degli ospiti a centro barca con l'alloggio dell'equipaggio a prua e la sala macchine e il ricovero del gommone a poppa.
La suite armatoriale era situata sul ponte principale a prua, e a centro barca si trovava la cucina di babordo e il foyer principale di tribordo, dove le scale conducevano agli alloggi del ponte inferiore e alla timoneria rialzata, attraverso la quale si accedeva al flybridge.

## Storia
L'Oceans Five era stato costruito in Italia da DL Yachts, varato, completato e consegnato al suo armatore nel 2019; era il secondo yacht più grande costruito dalla compagnia.

### Naufragio
Il 27 luglio 2019, il panfilo partì da La Valletta in direzione Cagliari, quando, a circa 8 miglia a sud-ovest di Capo Carbonara, alle 17:10 ora locale l'equipaggio mandò una richiesta di soccorso alla Capitaneria di Porto - Guardia Costiera di Cagliari, che inviò la motovedetta Cp 320. Il megayacht ebbe un'avaria al motore e un probabile problema al timone, che lo portò a imbarcare acqua. L'equipaggio di un altro superyacht, il Silver Dream, rispose alla chiamata di emergenza e procedette al recupero delle persone presenti a bordo con l'esclusione del comandante che tentò di fermare l'ingresso dell'acqua. L'equipaggio salvato fu portato dalla Capitaneria nel vicino porto di Villasimius, mentre a cura degli ormeggiatori di Cagliari, dei Rimorchiatori Sardi e una privata società di lavori subacquei si tentò il mantenimento in galleggiamento e il recupero dell'unità. Le proibitive condizioni meteomarine rendevano difficili le operazioni e pertanto anche il comandante fu costretto ad abbandonare il bastimento che, dopo essersi rovesciato andò alla deriva. La Capitaneria di Porto di Cagliari avviò un'inchiesta per ricostruire i fatti accaduti e contestualmente diffidato il comandante e la società armatrice a porre in essere tutte le azioni finalizzate al recupero dello scafo. Il panfilo successivamente si inabissò completamente nelle acque del golfo degli Angeli.

### Operazioni di salvataggio
Il relitto del panfilo avrebbe potuto essere potenzialmente pericoloso per la navigazione, ma anche per il gasolio che rimase nei suoi serbatoi; così, l'8 agosto 2019, l'Oceans Five, trasportato dalle onde e riemerso nelle acque ogliastrine al largo di Tertenia, venne portato all'interno del porto di Arbatax, dopo le complicate operazioni di salvataggio, che richiesero diversi giorni per stabilizzare lo scafo e riportarlo a galla, portate avanti da operai specializzati.